# TAC - Teoria da Absorção do Conhecimento
TAC - Teoria da Absorção do Conhecimento é um livro de não ficção escrito por Bruno Borges e publicado em 20 de julho de 2017 através da Arte e Vida e da Infinity Editora. Descrevendo uma teoria desenvolvida pelo autor para "potencializar a absorção de conhecimentos", foi escrito como parte de um "projeto" do autor, que inclui 14 volumes no total e era produzido desde 2013. No dia 27 de março de 2017, Bruno Borges desapareceu, deixando seu quarto com mensagens criptografadas, uma estátua e as 14 obras, também criptografadas e escritas a mão; uma delas era Teoria da Absorção do Conhecimento.
O livro foi lançado enquanto Bruno ainda estava desaparecido e após acusações de que seu desaparecimento seria apenas uma jogada de marketing para promovê-lo. Apesar de ser um dos mais vendidos de sua categoria na época, teve recepção negativa, com muitas críticas em relação aos erros de português e à fraca argumentação do autor. Após seu retorno em 11 de agosto, Bruno passou a reescrever a obra, alegando que partes dela estavam erradas. Mais tarde, ele disse que errou em vendê-la, permitindo "divulgações gratuitas" da versão digital de Teoria da Absorção do Conhecimento.

## Antecedentes
Bruno Borges gostava de ler livros "mais densos" desde sua adolescência. A partir de 2014, ele passou a se interessar por filosofia. Nessa época, Bruno falou para sua mãe, Denise Borges, que necessitava de dinheiro para um projeto. A mãe rejeitou, pois Bruno não revelou detalhes. Eduardo Veloso, seu primo, transferiu 20 mil reais para Bruno pois acreditava nesse projeto. A produção foi iniciada em 2013, e a finalização passou a ocorrer a partir de 2016. Segundo Bruno, ele "esta[ria] escrevendo 14 livros que iriam mudar a humanidade de uma forma boa." Para finalizar, Bruno pediu um ano sem trabalhar para terminar e, orientada por um médico, Denise permitiu.
No dia 1 de março de 2017, os pais de Bruno viajaram. Até aquela data, Bruno já havia escrito cinco volumes, e queria patentear um deles. Depois que voltaram de viagem no dia 27, Bruno desapareceu. No dia seguinte, o G1 publicou a notícia "Família procura por jovem desaparecido há mais de 24 horas em Rio Branco". O pai, Athos Borges, relatou na matéria que seu filho, Bruno Borges, estava desaparecido desde as 14h do dia anterior.
No início de abril, foi revelado que havia mensagens criptografadas no quarto de Bruno. Athos Borges disse que, preocupado com o desaparecimento do filho, decidiu entrar no quarto dele, que sempre estava trancado. Além das mensagens criptografadas e uma estátua do filósofo Giordano Bruno, Bruno também deixou 14 livros escritos à mão, todos criptografados e identificados por números romanos. O livro identificado pelo número romano I era Teoria da Absorção do Conhecimento. Para ajudar a decifrar os códigos, Bruno deixou chaves num lugar visível, que estavam dentro de um canudo, onde normalmente se guardariam diplomas.
No dia 31 de maio, a Polícia Civil prendeu um amigo de Bruno, Marcelo Ferreira, por falso testemunho. O delegado Alcino Júnior disse que estava cumprindo um mandado de busca e apreensão na casa de Marcelo e, lá, encontrou contratos deixados por Bruno destinando parte da venda dos livros codificados para Marcelo, o amigo Mário Gaiote e um primo de Bruno, Eduardo Borges; esta informação foi omitida em depoimento anterior. A polícia também encontrou os móveis do quarto de Bruno, um rack e uma cama na casa de Mário. No celular de Marcelo, foram encontradas mensagens com Márcio Gaiote, dizendo que "ficariam ricos" com a divulgação dos livros codificados de Bruno. Desde então, surgiram acusações de que o desaparecimento de Bruno era apenas uma jogada de marketing para promover seu livro. A Polícia Civil do Acre disse no dia seguinte que, além de não tratar mais o caso como crime, tinha "fortes indícios" de que o desaparecimento era uma ação de marketing para impulsionar a divulgação de seus livros.

## Resumo
Segundo Bruno, a Teoria da Absorção do Conhecimento é "uma metodologia capaz de potencializar a absorção e a criação de conhecimentos." A Folha de S. Paulo descreveu a teoria como "[adquirir] muitas informações, [incorporar] essa massa de informações às suas próprias ideias e, com isso, [criar] algo novo." O G1 descreveu como "[...] absorver e acumular conhecimento [através de] 'sábios' [e] com esse conhecimento [criar] algo novo". Há uma fórmula no livro sobre isso: "AB1 + CAB = ABT", sendo que AB1 é a "Absorção de Conhecimento Novo", CAB é o "Conjunto de Conhecimento Absorvido" e ABT é a "Absorção Total". Para a aplicação da teoria, a pessoa teria que deixar de fazer relações sexuais, fazer uma dieta vegetariana, dormir o menos possível, isolar-se do mundo por longos períodos e se tornar ambidestro. Baseando-se nisso, Bruno fez em seu livro listas de sábios "assexuados", "vegetarianos/veganos", "do sono polifásico", "que se isolavam" e "ambidestros". O livro também discute sobre a pseudociência e a autoajuda. Em seu livro, Bruno diz que o processo da Teoria da Absorção do Conhecimento é composto por seis fatores, citados a seguir:

1. Investigar o desconhecido por meio da absorção de conhecimentos de natureza sensível, até que este se torne conhecido.
2. Impor repetição rítmica daquilo que é conhecido, para expandí-lo e conhece-lo em sua plenitude, por meio da Absorção Contínua.
3. Variar essa repetição de todas as maneiras possíveis e imagináveis, utilizando-se da teoria multifocal e método dialético aos olhos da TAC.
4. Selecionar as variações mais satisfatórias para desenvolvê-las à custa dos outros, descartando, como bem dito, os aspectos negativos e saber reconhece-los, afim de não tornarse prepotente.
5. Combinar essas variações entre si de todas as formas possíveis, através da egrégora acumulada ao longo da vida.
6. Levar até a ideia e gerar algo novo.

## Lançamento
No dia 18 de junho, a família de Bruno fechou um acordo com uma editora para publicar os livros de Bruno, o primeiro sendo Teoria da Absorção do Conhecimento, em formatos e-book e físico, com previsão de lançamento para "entre os dias 5 e 7 do próximo mês". Grandes editoras tiveram interesse em comprar o conteúdo cifrado, mas o pai, Athos, disse que percebeu que "o negócio deles era simplesmente dinheiro". Pré-vendas estavam previstas para abrir em 7 de julho através da Infinity Editora. A introdução do primeiro livro de Bruno foi divulgada no dia 5 de julho. A coach literária Renata Carvalho disse que 15 mil leitores baixaram a introdução naquele dia. Teoria da Absorção do Conhecimento foi lançado como e-book no dia 21 de julho e na versão física seis dias depois, através da Arte e Vida.
Bruno retornou no dia 11 de agosto e, logo após, passou a corrigir o livro, alegando que ele foi publicado com trechos traduzidos erroneamente. Em seu site, Bruno lista o livro com uma capa diferente, e o título é grafado como TAC - Teoria da Absorção de Conhecimentos. Esta versão conta com apenas 68 páginas. Três dias depois que um amigo de Bruno, Márcio Gaiote, processou-o no dia 9 de janeiro de 2018 alegando que não recebeu o dinheiro de lucro do livro previamente estabelecido em contratos, Bruno enviou mensagens a seu pai, dizendo que errou ao vender Teoria da Absorção do Conhecimento e que gostaria que seus futuros livros fossem gratuitos. A versão digital do livro, disponível no site de Bruno Borges, diz: "são permitidas divulgações gratuitas e impressões físicas, deste livro, sem fins lucrativos, para fins de propagação de conhecimentos."

## Recepção
Teoria da Absorção do Conhecimento foi o vigésimo livro mais vendido da categoria não ficção na semana dos dias 24 a 30 de julho de 2017. Apesar disso, a recepção dos críticos foi negativa. Os críticos notaram que o livro tinha vários erros de escrita. Reinaldo José Lopes, à Folha de S. Paulo disse: "Basta ler meia página para se dar conta de que Borges, 25, fala idioma que se parece vagamente com o português." Carlos Orsi à Gazeta do Povo disse que Bruno "tropeça na sintaxe e na pontuação, além de usar palavras estranhamente fora de contexto, como se as escolhesse apenas pela sonoridade e pelo número de sílabas." Ele acusou ainda que "a correção ortográfica do original foi mínima, e provavelmente feita de modo automático", o que poderia explicar a palavra "picanha" aparecer no lugar de "picana", adjetivo para se referir a Giovanni Pico della Mirandola, no contexto.
Reinaldo José Lopes e Rodrigo Casarin, ao UOL, disseram que Teoria da Absorção do Conhecimento conta com "obviedades". Rodrigo acrescentou ainda que "a argumentação de Bruno beira o cômico". Maicon Tenfen disse à Veja que o livro é uma "xaropada repleta de redundâncias", e criticou "a megalomania das questões propostas" e os "cansativos clichês de autoajuda". Cauê Muraro criticou ao G1 que Bruno utilizou a definição da Wikipédia sobre "ciência" no livro. Carlos Orsi disse que o livro tem um "número de conhecimentos falhos".
Rodrigo Casarin concluiu sua análise dizendo: "[Teoria da Absorção do Conhecimento] é péssimo, um volume completamente dispensável, uma prova de que às vezes é melhor não ler nada. É triste que isso tenha ido parar até em listas dos mais vendidos. Em dez anos trabalhando com livros e literatura, jamais havia resenhado algo tão ruim." Maicon Tenfen escreveu que "existe um movimento espontâneo de valorização da leitura que nasceu com a internet e está gerando frutos através de blogs, vlogs, fóruns e painéis dedicados à discussão de livros [...] [Bruno] perdeu uma excelente oportunidade de colaborar com esse movimento. Tudo o que tinha a fazer era não misturar os livros com o seu narcisismo."